# Words for the Dying
Words for the Dying je jedenácté sólové studiové album velšského hudebníka a skladatele Johna Calea. Vydala jej dne 2. října roku 1989 vydavatelství Land Records, Opal Records a Warner Bros. Records. Album je složeno ze dvou cyklů. První z nich nese název „The Falklands Suite“ a sestává ze čtyř zhudebněných básní Dylana Thomase, který stejně jako Cale pocházel z Walesu, jedné introdukce a dvou interludií. Další část tvoří dvě sólové klavírní skladby a album uzavírá popová píseň. Producentem alba byl anglický hudebník Brian Eno, s nímž Cale spolupracoval již v minulosti. Značná část alba, konkrétně jeho orchestrální části, byla nahrána v Moskvě. Části byly dále nahrány v různých studiích ve Spojeném království a sólové klavírní skladby v New Yorku.

## Před vydáním

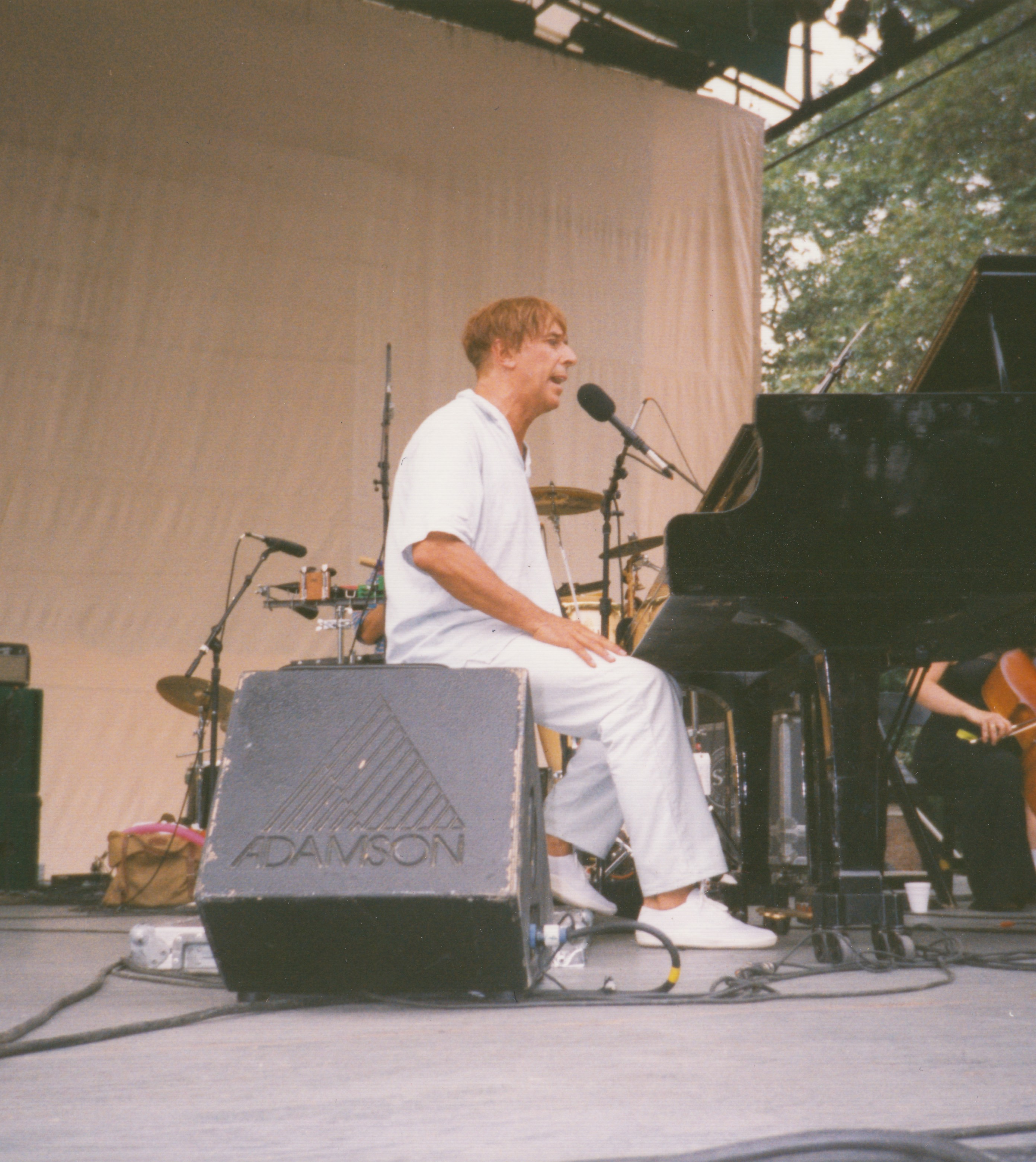
John Cale v New Yorku (1995)

Historie alba Words for the Dying sahá do roku 1982. Tehdy Cale začal pracovat na opeře inspirované životem velšského básníka Dylana Thomase. Od projektu však záhy upustil a rozhodl se místo opery zhudebnit několik Thomasových básní. Již tehdy se zavřel do domácího studia svého kamaráda Allena Laniera v New Yorku, kde pouze s klavírem a sbírkou sebraných básní Dylana Thomase začal pracovat. Později uvedl, že bylo obtížné najít zhudebnitelné básně, neboť většina Thomasových děl je dlouhá a rytmicky složitá. Jednou z těch, které se mu zhudebnit nepodařilo, byla „And Death Shall Have No Dominion“. Nakonec se mu povedlo dokončit „buď šest nebo osm z nich“. Později přidal orchestrální aranžmá. Cyklus „The Falklands Suite“, který z toho vznikl, byl poprvé představen 14. listopadu 1987 v sále Paradiso v Amsterdamu, a to za doprovodu místního orchestru Metropole Orkest a dětského sboru. Hrubý záznam z tohoto vystoupení Cale následně poslal Brianu Enovi a jeho ženě Anthee s žádostí o kritické posouzení. Eno byl nadšen a okamžitě Caleovi navrhl, aby odjel dílo nahrát do Moskvy za účasti orchestru Gosteleradia. V březnu 1988 Cale následně „The Falklands Suite“ uvedl v Kostele svaté Anny v New Yorku.
V dubnu 1989 odjel Cale spolu s Enovými do Moskvy za účelem nahrávní orchestrálních částí desky. Ještě před odjezdem se Cale s Enovými setkal v Londýně, kde debatovali o možných byrokratických obtížích v komunistickém Sovětském svazu. Jelikož však měli díky Anthee zařízenou spolupráci s orchestrem, který podle Caleových slov „stál pouhých 1500 dolarů“, rozhodli se do Moskvy odjet. Jelikož Cale v projektu viděl určitou historickou důležitost, rozhodl se přizvat režiséra Roba Nilssona, aby veškerou práci v Moskvě natáčel. Po návratu z Moskvy Cale nahrál své party pro orchestrální skladby ve studiu The Strongroom v Londýně a v Enově studiu Wilderness ve Woodbridge. I zde byly natáčeny části pro Nilssonův fim. Ve studiu Wilderness byla nahrána také skladba „The Soul of Carmen Miranda“, zatímco cyklus „Songs Without Words“ Cale nahrál v newyorském studiu Living Room. Záznam dětského sboru byl pořízen se sborem z Llandaffské katedrály ve Walesu.

## Vydání
Album vyšlo dne 2. října 1989 poté, co Cale podepsal smlouvu s Enovým vydavatelstvím Opal Records. Kromě společnosti Opal se na vydání podílela také vydavatelství Land Records a Warner Bros. Records. V roce 1989 album vyšlo ve třech formátech: na dlouhohrající gramofonové desce, kompaktním disku a audiokazetě. V roce 1992 vyšlo album v reedici u vydavatelství All Saints Records. Další reedici alba vydalo roku 2005 vydavatelství Hannibal Records. V roce 1990 byl k albu zveřejněn stejnojmenný dokumentární film na VHS. V roce 2008 vyšel na DVD doplněný o různý bonusový materiál. Tři Thomasovy zhudebněné básně z alba („On a Wedding Anniversary“, „Lie Still, Sleep Becalmed“ a „Do Not Go Gentle into That Good Night“) Cale později hrál při svých sólových klavírních koncertech a jejich nahrávky vydal na albu Fragments of a Rainy Season (1992).

## Skladby

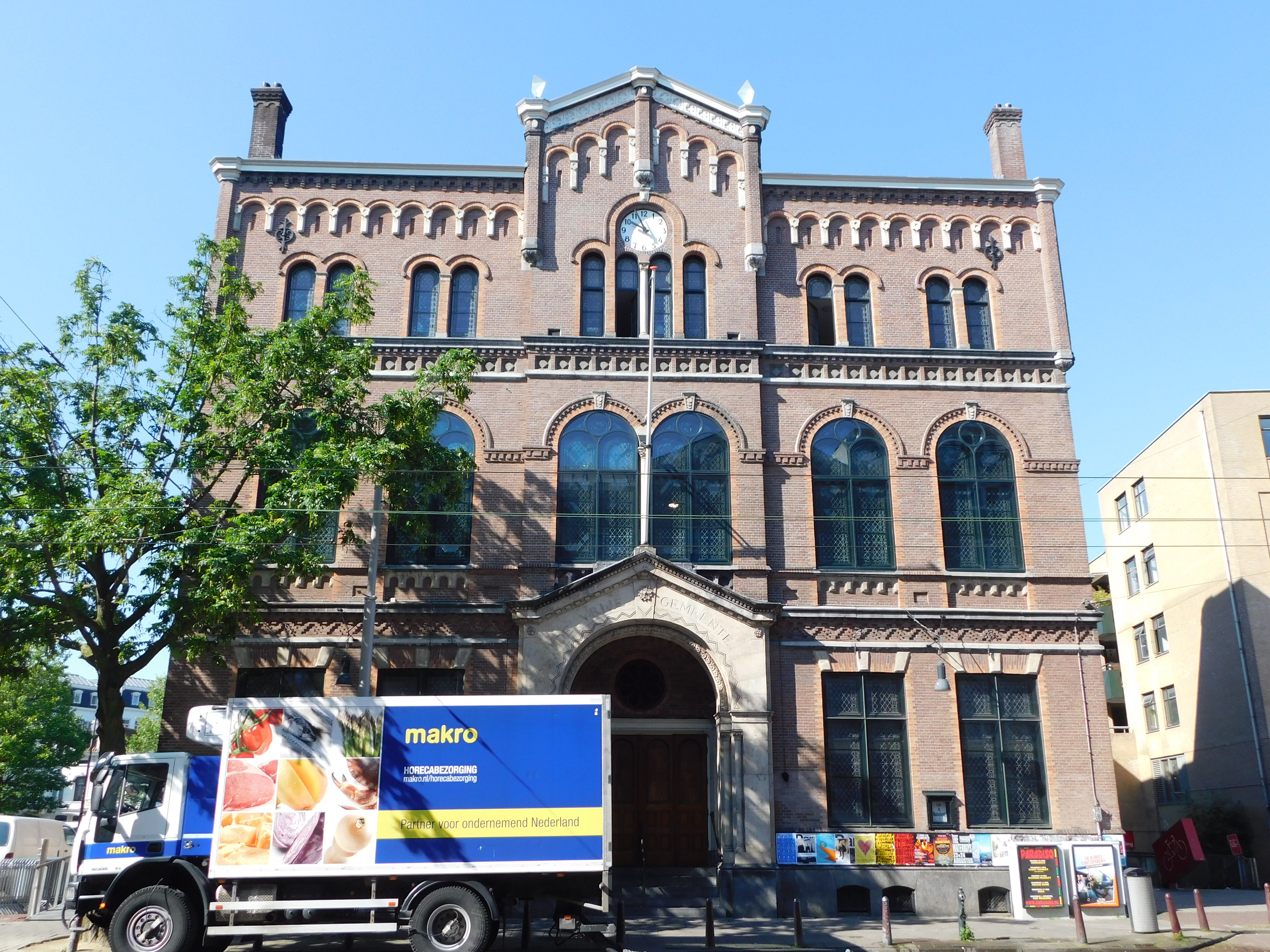
Amsterdamský sál Paradiso, v němž měl premiéru cyklus „The Falklands Suite“

Album otevírá minutu a tři čtvrtě dlouhá instrumentální orchestrální předehra s názvem „Introduction“. Následuje zhudebněná báseň „There Was a Saviour“, která dosahuje délky sedmi minut a následně plynule přechází do první mezihry. Následuje pětiminutová „On a Wedding Anniversary“, po níž následuje druhá mezihra přibližně stejné délky. Cale na konec písně „Lie Still, Sleep Becalmed“, která následuje, přidal krátkou zmínku o Falklandách („Drowned of Falklands“) a uvedl, že je poctou všem, kteří zahynuli při Falklandské válce, a to na obou stranách. Poslední částí Falklandského cyklu je „Do Not Go Gentle Into That Good Night“, kterou Thomas původně publikoval v roce 1951. Cyklus „Songs Without Words“, který dosahuje délky přibližně čtyř minut, je sólovým počinem, v němž hraje pouze Cale na klavír. Tyto dvě skladby Cale původně napsal pro balet. Album uzavírá ambientní popová píseň „The Soul of Carmen Miranda“, kterou spolu s Calem napsal Eno. Tato píseň, která se nese ve zcela odlišném stylu než zbytek alba, vedla dvojici Cale-Eno k nahrání společného alba složeného z podobných písní, které dostalo název Wrong Way Up (1990).
Při nahrávání alba vznikla také píseň „Year of the Patriot“, která se na výslednou desku nedostala. Na kontrabas v ní hrál Rodion Azarkhin. Jeho jméno Cale zaznamenal již dříve, když jej slyšel hrát v rádiu v New Yorku, a oceňoval jeho dovednosti. Když Cale zmínil jeho jméno členům orchestru Gosteleradia, kontrabasista byl okamžitě přizván a v písni zahrál, a to i přes svůj špatný fyzický stav (údajně trpěl elefantiázou). Cale později chválil přístup Enových k Azarkhinově nemoci, avšak členové orchestru si z něj dělali legraci.

## Kritika
Magazín Trouser Press uvedl, že „přestože album Words for the Dying nedosahuje kvalit Caleových nejintenzivnějších děl, není to zamýšlené, a znamená vítaný návrat k akci pro tohoto věčně podceňovaného umělce.“ Publicista Tierney Smith v recenzi pro časopis Goldmine uvedl, že „Words for the Dying nemusí být pro každého, ale svým vlastním atypickým způsobem je to přesto zajímavý projekt.“ Německý novinář Uwe Kopf ve své recenzi alba pro časopis Tempo prohlásil, že Caleův silný hlas zní skvěle při zpěvu Thomasových básní, avšak zároveň uvedl, že instrumentální skladby bez Caleova zpěvu jsou nudné. Publicista Harald Kepler z audiofilského časopisu Stereo označil Caleův zpěv za křehký, ale zároveň napsal, že právě v kombinaci s honosným orchestrem vytváří zajímavou kombinaci. Angličan Dave Thompson v o několik let po vydání alba zveřejněném Caleově profilu pro magazín Goldmine albu vyčítal nesourodost, a sice kvůli tomu, že se na něm kromě zhudebněných básní Dylana Thomase nachází také několik podle jeho slov „nesouvisejících“ částí, což „vyvolává dojem, že Cale doma uklízí.“ Publicista Kiran Sande desku v roce 2011 označil za „pravděpodobně poslední dobré album, jaké Cale nahrál.“ Hudebník Lou Reed, Caleův bývalý spoluhráč z kapely The Velvet Underground, album vybral mezi svá nejoblíbenější toho roku.

## Seznam skladeb
Veškerou hudbu složil John Cale, kromě skladby „The Soul of Carmen Miranda“, kterou složil Brian Eno. Autoři textů jsou uvedeni. Na původní gramofonové desce vyšly první tři skladby na její A-straně a zbylé na straně B. Prvních sedm skladeb je součástí cyklu „The Falklands Suite“, další dvě pak „Songs Without Words“ a poslední je samostatná.
| Pořadí | Název                                 | Text                          | Délka |
| ------ | ------------------------------------- | ----------------------------- | ----- |
| 1.     | Introduction                          | instrumentální                | 1:45  |
| 2.     | There Was a Saviour“ / „Interlude I   | Dylan Thomas / instrumentální | 9:35  |
| 3.     | On a Wedding Anniversary              | Dylan Thomas                  | 5:00  |
| 4.     | Interlude II                          | instrumentální                | 4:45  |
| 5.     | Lie Still, Sleep Becalmed             | Dylan Thomas                  | 4:18  |
| 6.     | Do Not Go Gentle Into That Good Night | Dylan Thomas                  | 5:25  |
| 7.     | Songs Without Words I                 | instrumentální                | 2:40  |
| 8.     | Songs Without Words II                | instrumentální                | 1:50  |
| 9.     | The Soul of Carmen Miranda            | John Cale, Brian Eno          | 3:20  |

## Obsazení
Hudebníci

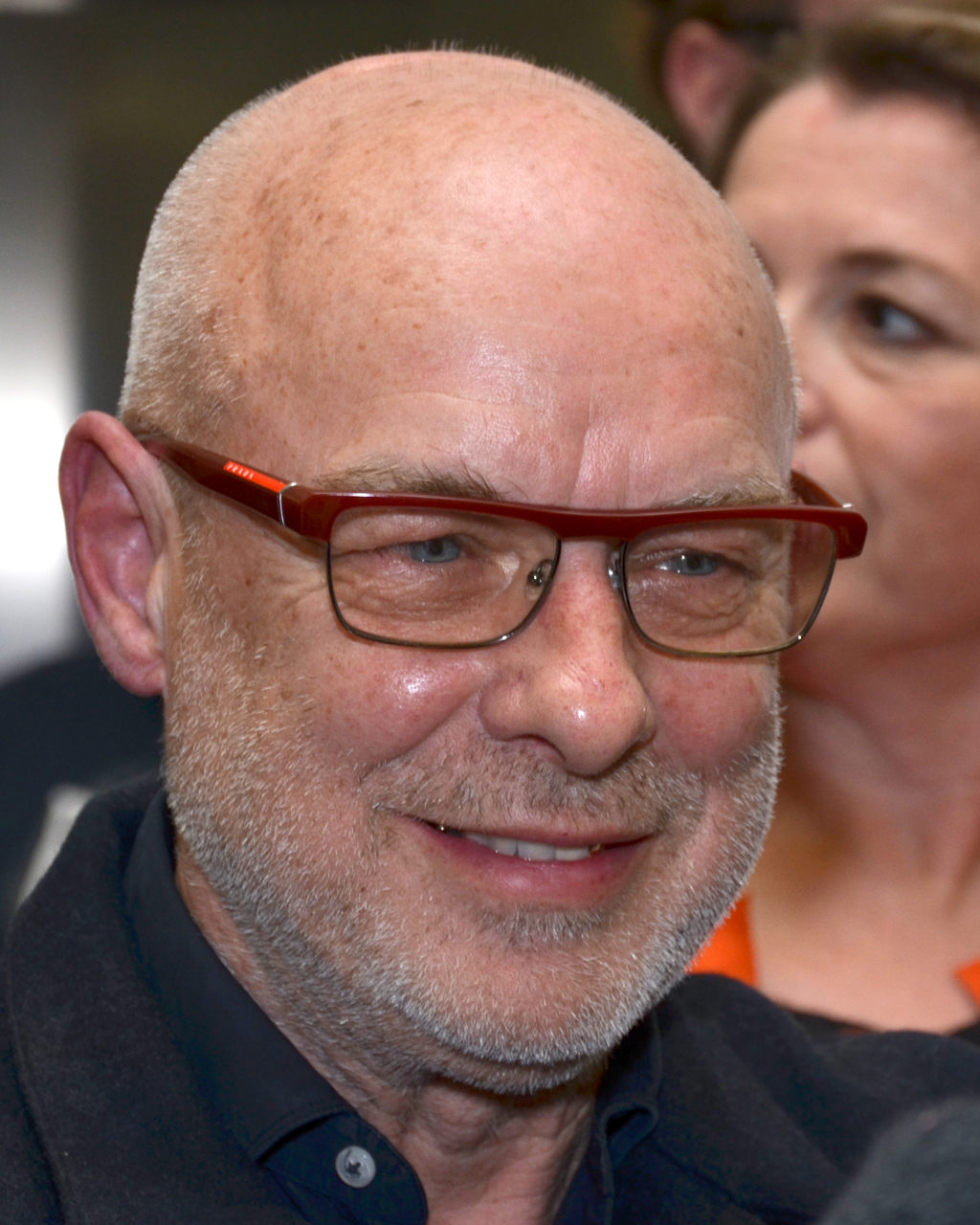
Brian Eno v Praze (2017)

- John Cale – zpěv, klavír, kytara, baskytara, varhany, viola
- Nell Catchpole – housle a viola v „The Soul of Carmen Miranda“
- Brian Eno – klávesy
- The Orchestra of Symphonic & Popular Music of Gosteleradio
  - Alexander G. Mikhailov – dirigent
  - G. A. Batov – ředitel orchestru
  - A. M. Schogolev – inspektor orchestru
  - M. Maslov, A. Sharov, A. Ouzbashev, A. Marozevski, V. Touvaea, A. Arifoulov – první housle
  - K. Khondkaryan, N. Riazanova, A. Gershaman, V. Lupin, O. Lazutina, L. Sirotkina – druhé housle
  - M. Smirnova, M. Yakout, L. Narochnaya, S. Shakirova – viola
  - D. Shkalevich, V. Zaitsev, M. Shipilov, L. Kotsubenko – violoncello
  - A. De Clerke, L. Goubar, V. Kuznetsov – kontrabas
  - N. Ostroumova – harfa
  - P. Lavrenenkov, L. Stroukova – flétna
  - A. Nemudrov, U. Ilyin – hoboj
  - N. Yemikov – anglický roh
  - S. Sorokin, V. Golubtsov – klarinet
  - B. Filimonov, N. Ponomaviov – trubka
  - U. Palshikov, A. Mikhasnov – francouzský roh
  - U. Penlov, A. Basov – pozoun
  - D. Smirnov – klavír
  - V. Chiorstvy – syntezátor
  - V. Shilov, M. Medvedev – perkuse
- The Choir of Llandaff Cathedral Choir School
  - Dr. Michael Kent Smith – sbormistr

Technická podpora
- Brian Eno – produkce, zvukový technik ve skladbách 1–6 (nahrávání Johna Calea)
- Blaise Dupuy – zvukový technik v „Songs Without Words“
- Paul Rice – zvukový technik v „Songs Without Words“
- Sasha Karaslov – zvukový technik ve skladbách 1–6 (nahrávání orchestru)
- Stephen Taylor – zvukový technik ve skladbách 1–6 (nahrávání Johna Calea)
- Deborah Feingold – fotografie na předním obalu alba
- Eduard Basilia – ostatní fotografie
- Jeri Heiden – design
- John Heiden – design
- Hugh Brown – design